# Taneční akademie
Taneční akademie (v anglickém originále Dance Academy) je australský televizní seriál o studentech, kteří navštěvují světově známou Národní taneční akademii v Sydney. Hlavní postava seriálu, Tara Websterová, zažívá se svými přáteli radostné avšak i strastiplné cesty k tomu, stát se primabalerínou.

## Hlavní postavy
- Tara Websterová (Xenia Goodwin) – Hlavní postava. Už od dětství snila o tom, že jednoho dne bude létat. Proto se stane baletkou. Má stále milostné pletky a to jí také mnohokrát nepříliš pomůže k budování kariéry. Je však cílevědomá. Ve všech sériích má zároveň dost závažné zdravotní problémy.
- Kat Karamakovová (Alicia Banit) – Bezstarostná tanečnice vždy dokáže zvednout náladu svým kamarádům. V druhé sérii začala brát balet vážně. A ve třetí sérii začíná hrát ve filmu.

- Abigail Armstrongová (Dena Kaplan) – V první sérii je to protivná a soutěživá spolubydlící Tary, která potřebuje být vždy bez výjimky první a nejlepší, ale jak ve druhé a třetí sérii se snaží zapadnout do kolektivu a někdy udělá i to, co by nikdy předtím neudělala.

- Grace Whitneyová (Isabel Durant) – kmotřenka slečny Rainové, je talentovaná, ale taky by pořád někomu dělala naschvály.

- Ben Tickle (Thomas Lacey) – tanečník, který má rád legraci a chce mít spoustu dobrých přátel.

- Christian Reed (Jordan Rodrigues) – Tajemný tanečník, který okouzlí nejednu tanečnici. Když byl ještě malý opustil jeho rodinu otec a po pár letech mu zemřela matka.

- Slečna Raineová (Tara Morice) – Je to na první dojem velice zarputilá, nepříjemná a nepříliš laskavá dáma.V první sérii je obyčejnou učitelkou baletu a v druhé a třetí sérii je ředitelkou akademie.

- Samuel Lieberman (Tom Green) – Plachý a sympatický tanečník, který to z nejhoršího tanečníka na akademii vytáhne do prestižní soutěže Prix de Fonteyn. Pak se mu ale stane smrtelná nehoda.

- Ethan Karamakov (Tim Pocock) – Hezký a talentovaný. Má nejednu milostnou pletku. Syn známého choreografa, který se snaží být lepší než jeho otec.V druhé sérii odjede do Barcelony za kariérou.

## Děj
První série se skládá z 26 dílů, v nichž se seznamujeme s hlavními postavami – Tarou, Kat, Abigail, Sammym, Christianem a Ethanem. Tara a Sammy jsou nejhorší tanečníci na akademii, ale Tara to na konci roku dotáhne na hlavní roli v závěrečném představení. Každý řeší nějaký problém. Tara se psychicky vyrovnává s nátlakem akademie. Sammy se snaží přesvědčit otce, aby změnil názor na balet. Kat řeší rodiče, kteří se o ní nestarají. Abigail se snaží být nejlepší baletkou. Christian se vyrovnává s životem na akademii a Ethan je nejhezčí kluk na škole a chce být choreografem, jako jeho otec.
Druhá série má také 26 dílů, a vesměs se točí kolem soutěže Prix de Fonteyn a seznamujeme se s Grace a Benem.
Třetí série, která má 13 dílů, popisuje situace, kdy se už studenti začínají připravovat na život ve společnosti a usilují o angažmá.

## Epizody
| Řada | Díly | Premiéra v Austrálii | Premiéra v Austrálii | Premiéra v ČR     | Premiéra v ČR     |
| Řada | Díly | První díl            | Poslední díl         | První díl         | Poslední díl      |
| ---- | ---- | -------------------- | -------------------- | ----------------- | ----------------- |
| 1    | 26   | 31. května 2010      | 5. července 2010     | 30. června 2014   | 25. července 2014 |
| 2    | 26   | 12. března 2012      | 24. dubna 2012       | 26. července 2014 | 20. srpna 2014    |
| 3    | 13   | 8. července 2013     | 30. září 2013        | 21. srpna 2014    | 31. srpna 2014    |

## Film
Dne 22. dubna 2015 byla veřejnosti oznámena produkce filmu s názvem Dance Academy: The Movie. Přípravy na natáčení začaly 17. dubna 2016 a samotné natáčení probíhalo od 29. května 2016 do 22. července 2016. Natáčelo se převážně v australském Sydney a poslední tři týdny v New Yorku. Premiéra filmu v Austrálii proběhla 6. dubna 2017. Herecké obsazení je podobné jako ve třetí sérii. Ve filmu se neobjevuje Grace Whitneyová (Isabel Durant). Příběh začíná 18 měsíců po událostech ze třetí série a sleduje Taru, jak si plní svůj sen baletní hvězdy. Oficiální trailer k filmu byl zveřejněn 26. prosince 2016.